# 1783 na literatura

## Nascimentos
| Data          | Nome              | Profissão | Nacionalidade  | Observações | Ref |
| ------------- | ----------------- | --------- | -------------- | ----------- | --- |
| 23 de Janeiro | Stendhal          | escritor  | França         | m. 1842     |     |
| 3 de Abril    | Washington Irving | escritor  | Estados Unidos | m. 1859     |     |

## Mortes
| Data | Nome | Profissão | Nacionalidade | Observações | Ref |
| ---- | ---- | --------- | ------------- | ----------- | --- |